# Landsmannschaften und Studentenorden an der Universität Göttingen im 18. Jahrhundert

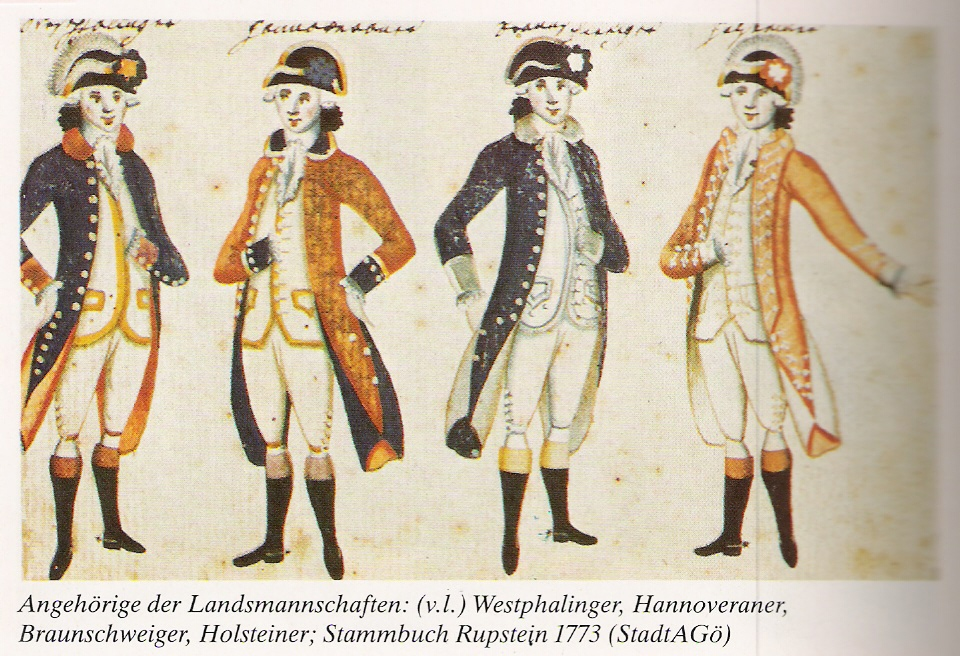
Stammbuch Rupstein

Studentenverbindungen entstanden an der Georg-August-Universität Göttingen, obwohl unerwünscht, im Zuge der Gründung als Landsmannschaft und auch in der zweiten Hälfte des 18. Jahrhunderts als Studentenorden. Dabei waren Doppelmitgliedschaften möglich und in der zweiten Hälfte des 18. Jahrhunderts auch erstrebt, da beispielsweise der Orden ZN ein höheres Sozialprestige unter den Aufklärungssozietäten in Göttingen hatte.

## Allgemein

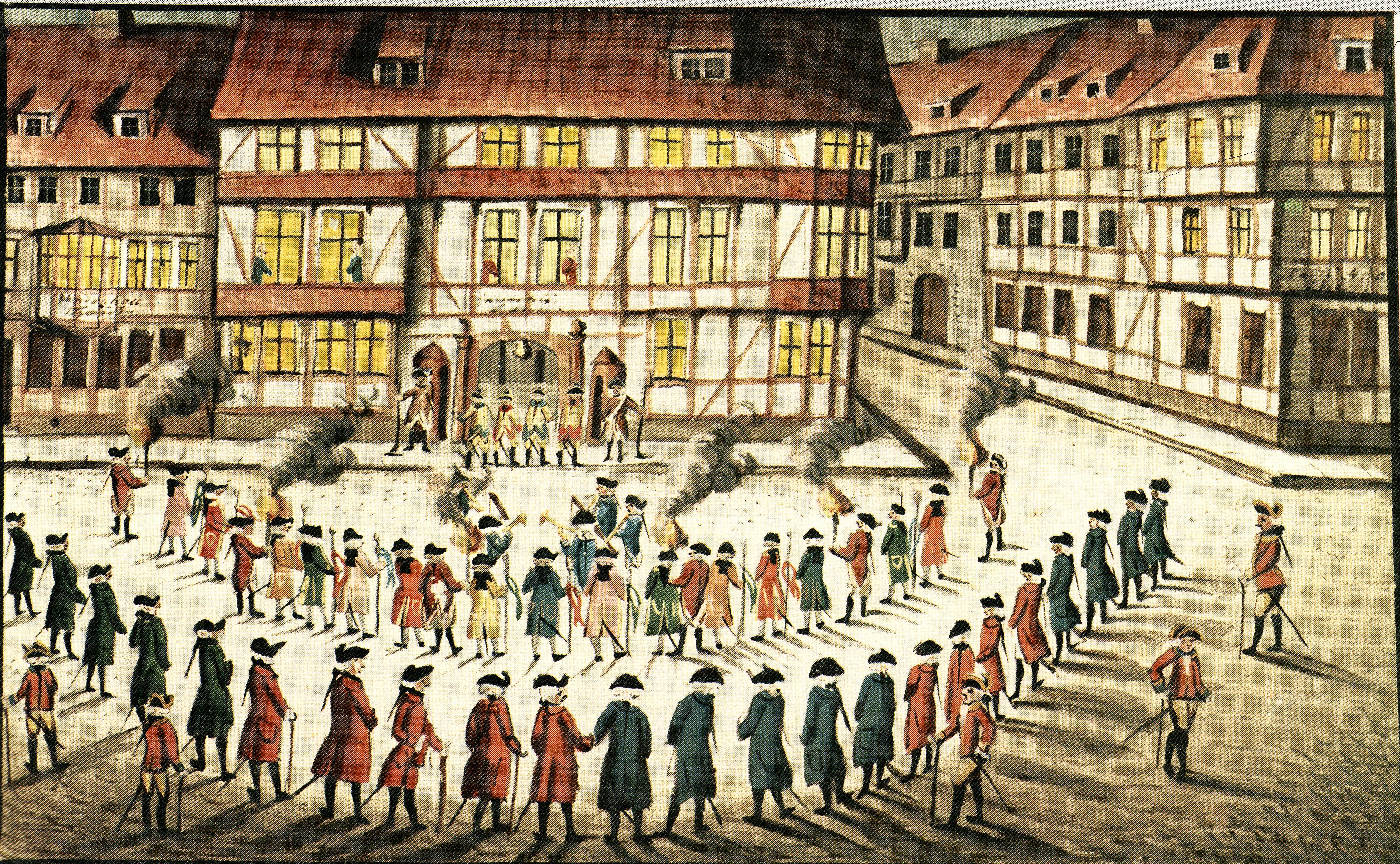
Studentischer Aufzug mit Musik für den Universitätsgründer v. Münchhausen (1737)

Mit deutlichen Signalen suchten der Geheime Rat des Kurfürstentums Hannover und die Prorektoren der jungen Göttinger Universität diese gleich nach ihrer Gründung von unerwünschten studentischen Zusammenschlüssen und Gebräuchen, wie sie an den anderen deutschen Universitäten üblich waren, frei zu halten. Gegen den Pennalismus richtete sich die Proclamation wegen des Pennalisirens der neu angekommenen „Studiosorum“ vom 9. November 1739. Gegen das Farbentragen der Erlass vom 8. Juni 1747 und gegen die Bildung von Landsmannschaften am Beispiel der Ilfelder Landsmannschaft der Erlass vom 6. November 1748. Schon 1751 erging die nächste Verfügung durch den Prorektor Georg Heinrich Ayrer vom 26. Juli 1751, mit welcher die Zusammenschlüsse farbentragender studentischer Vereinigungen untersagt wurde. Die seit Gründung der Universität erlassenen Vorschriften wurden nur vier Jahre später als Auszug und Wiederholung der Gesetze, welche den Studirenden in Göttingen vorgeschrieben sind. von Prorektor Johann Matthias Gesner am 3. November 1755 zusammengefasst und erneuert. Die undisziplinierten Verhältnisse in der Studentenschaft machten nach dem Siebenjährigen Krieg erneut eine Verkündung der Akademische Gesetze für die studiosos auf der Georg Augustus Universität zu Göttingen. vom 18. August 1763 erforderlich. Die Universität richtete Mitte der 1760er Jahre ihren Verfolgungsdruck vorrangig gegen die ihr suspekter erscheinenden, weil geheimeren Studentenorden. Die führte zu einem Niedergang der Studentenorden in Göttingen 1766, der in der Literatur auch als Ordenssterben bezeichnet wird, und die Entfaltungen der Landsmannschaften in Göttingen indirekt förderte. Aus dem Stammbuch Rupstein hat sich eine Darstellung uniformierter Landsmannschafter mit Legende erhalten. Dies belegt anschaulich das Bestehen von acht Landsmannschaften zu diesem Zeitpunkt, die in ihrem Bestand auch durch die Akten des Universitätsgericht belegt sind. Für das Jahr 1778 geben die erhaltenen Conventsprotokolle der Hannoverschen Landsmannschaft einen Vergleich „mit den übrigen drei Landsmannschaften“ wieder. Es bestanden also neben den Hannoveranern drei weitere Landsmannschaften der Braunschweiger, der Hamburger und der Kurländer. Aus der gleichen Quelle ergibt sich, dass die Mecklenburgische Landsmannschaft im November als fünfte wieder hinzu kam, also erneuert wurde. An die Zeit der Protokolle schließt die Silhouetten-Sammlung Schubert, eine Sammlung von Schattenrissen des Mitglieds der Hannoverschen Landsmannschaft Carl Schubert an, in der sich Silhouetten von maßgeblichen Persönlichkeiten aller Göttinger Landsmannschaften aus der Zeit um 1775–1779 finden.

## Landsmannschaften
In alphabetischer Folge mit ersten Erwähnungen und signifikanten Existenznachweisen.

### Braunschweigische Landsmannschaft
Eine führende Rolle dieser Landsmannschaft ist 1768 der Teilnehmerliste des Besuchs des Herzogs Ferdinand von Braunschweig am 3./4. Juli 1768 zu entnehmen. Eine Erwähnung findet sich beim Göttinger Landsmannschaftsstreit 1772 und eine Darstellung der Uniform der Braunschweiger findet sich 1772 im Stammbuch Rupstein. 1777, beim Auszug des Kurländers Lerch, ist der Senior der Landsmannschaft der Braunschweiger, Reitemeyer, namentlich erwähnt. Der Senior des Jahres 1778 v. Münchhausen wird von Carl Schubert in seiner Silhouettensammlung abgebildet und benannt.
Die Tradition der Landsmannschaft wird heute vom 1813 gestifteten Corps Brunsviga Göttingen gepflegt.

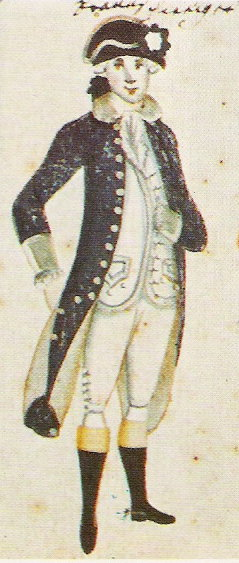
Braunschweiger Landsmannschafter (1772)
Münchhausen, Senior (1778)

Stammbuchhalter im Umfeld der Braunschweiger Landsmannschaft
| Stammbuchhalter      | Laufzeit  | Lagerort                                                | Anmerkungen                            | Abbildung |
| -------------------- | --------- | ------------------------------------------------------- | -------------------------------------- | --------- |
| Campen, H. C. S. von | 1773–1777 | Staatsarchiv Wolfenbüttel Signatur: VI Hs. 13, Nr. 72 a | Mitglied des Ordens ZN. Braunschweiger |           |

### Bremenser
Anhaltspunkte der Entstehung dieser Landsmannschaft als Abspaltung von der Hannoverschen Landsmannschaft finden sich seit dem Universitätsjubiläum 1787. Bereits im Vorjahr hatte sich beim Jubiläum der Universität Jena dort ebenfalls eine Bremenser Landsmannschaft als Abspaltung von den Mecklenburgern gebildet. 1806 sind die Bremenser am Auszug nach Hann. Münden beteiligt.
Die Tradition der Landsmannschaft wird heute vom 1812 gestifteten Corps Bremensia Göttingen gepflegt.

### Curische Landsmannschaft
Erste Erwähnung beim Göttinger Landsmannschaftsstreit 1772 und erste Abbildung eines uniformierten Kurländers 1772 im Stammbuch Rupstein. Am 29. Oktober 1777 erhält der Kurländer Dr. med. Lerch einen Auszug, an dem sich auch weitere Landsmannschaften beteiligen. 1777 wird der Senior v. Buddenbrock in den Protokollen der Hannoverschen Landsmannschaft genannt. Weitere Kurländer sind unter Angabe ihrer Chargen in der Silhouetten-Sammlung Schubert abgebildet. Für das Jahr 1780 berichtet der Hamburger Piter Poel über sein Zusammentreffen mit aus Göttingen nach einem Duell geflüchteten Kurländern unter ihrem Senior von Stackelberg in einem Gasthof bei Kassel. In den 1790ern integrieren sich die Kurländer vollständig beim Studentenorden der Unitisten bis zum Rückruf aller außerhalb Russlands studierenden Landeskinder durch Zar Paul 1798. Ab 1802 tut sich in Göttingen eine Curonia neu auf, nachgewiesen durch Stammbucheintrag eines E. v. Budberg mit Kurländerzirkel. Der Curonischer Krieg des Jahres 1805 in Göttingen ist in einer Vielzahl von Stammbüchern festgehalten, die Curonen treten gegen den Rest der Studentenschaft an (Gegner hauptsächlich Holsteiner, Mecklenburger und Hessen). Beim Auszug nach Hann-Münden 1806 nehmen die Curonen als einzige Landsmannschaft nicht teil. Das Ergebnis ist ein Wiederaufleben des Curonischen Krieges mit 1400 Duellforderungen; der Streit besteht in der Hauptsache mit den Westphalen. 1808 organisieren sich die Balten als Ruthenia gemeinsam mit den Pommern.
Die Tradition der Landsmannschaft und des aus ihr entstandenen Corps Curonia wird heute vom 1959 gestifteten Corps Curonia Goettingensis gepflegt.

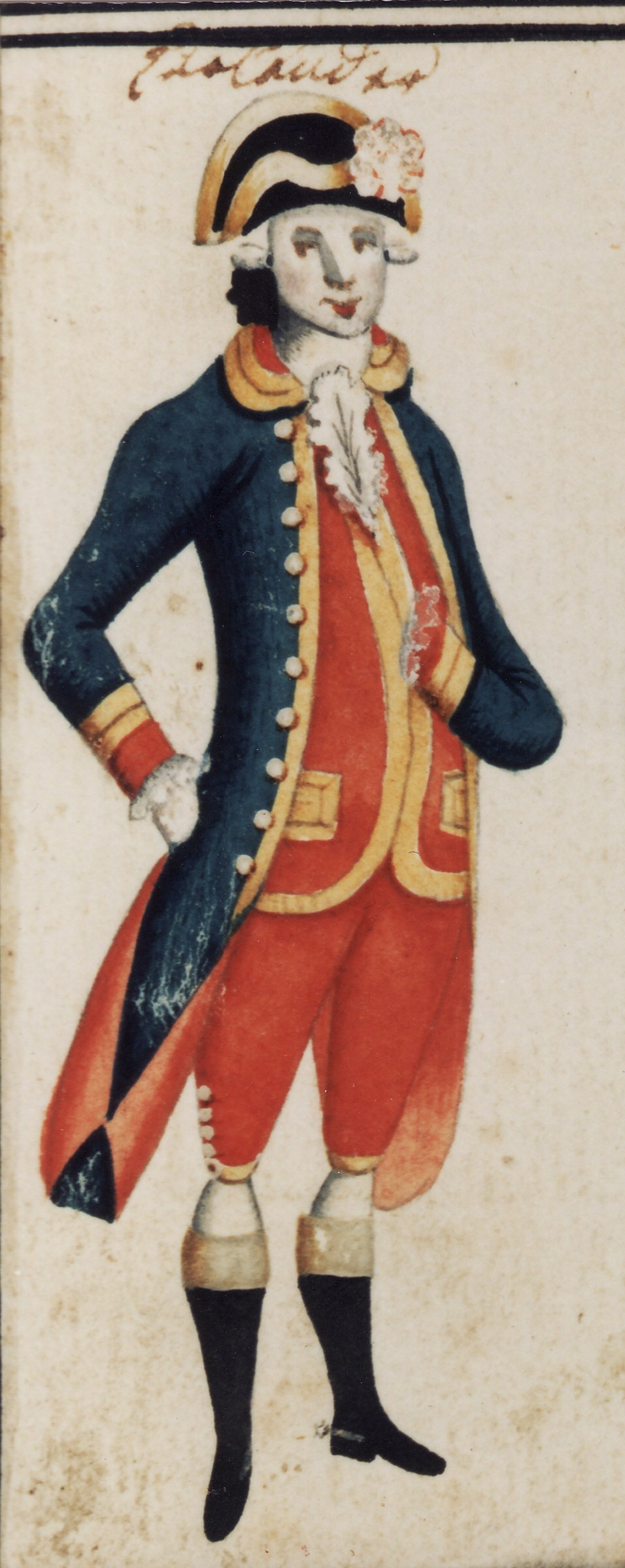
Kurländer
Rohlsen, Senior
Buddenbrock, Senior
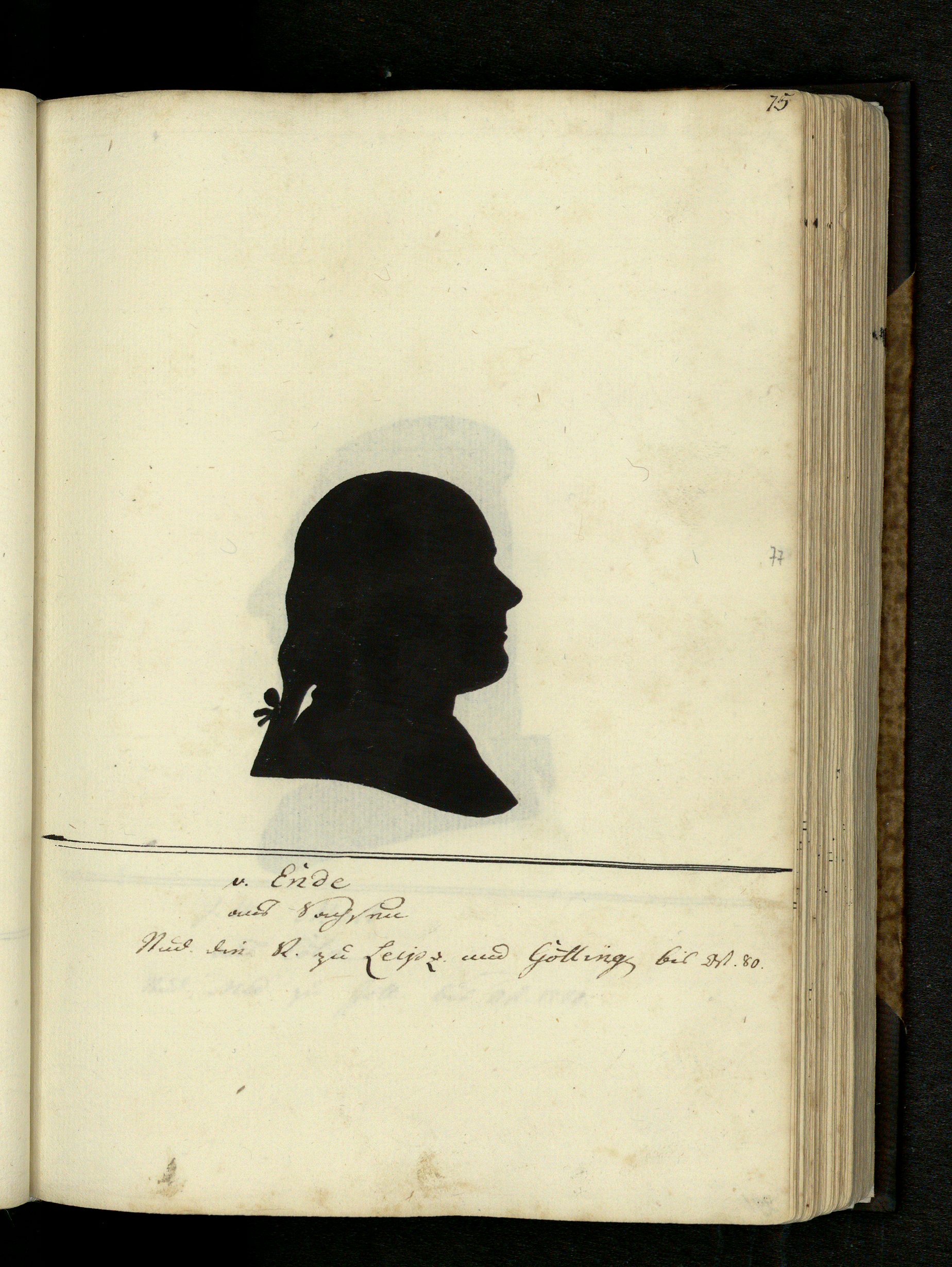
Adolf von Ende, Beispiel einer frühen Durchbrechung des Kantonierungsgrundsatzes

Stammbuchhalter im Umfeld der Curländischen Landsmannschaft
| Stammbuchhalter                             | Laufzeit  | Lagerort                                                  | Anmerkungen | Abbildung |
| ------------------------------------------- | --------- | --------------------------------------------------------- | --- | --------- |
| Patkul, Johann Jakob von (1757–1811)        | 1774–1776 | Württembergische Landesbibliothek Signatur: Cod. Don. 908 | Kurländer, Mitglied des Ordens ZN. |           |
| Petersen, Carl Friedrich Ludwig (1775–1822) | 1793–1816 | Herder-Institut (Marburg) Signatur: DSHI 140 Balt. 589    | stud. theol. aus Dorpat in Halle und Jena. Einträger auf Durchreise in Göttingen; zahlreiche Schattenrisse. Später Dichter und Universitätsbibliothekar in Dorpat. |           |

### Einbeckische Compagnie
Die Einbeckische Compagnie ist eine andere Bezeichnung für die dem Bonsackischen Freytisch angehörigen Studenten aus der Stadt Einbeck in den Universitätsakten des Jahres 1742, die auf eine Einordnung als landsmannschaftliche Verbindung schließen lässt.

### Frankfurter Landsmannschaft
Die Frankfurter Landsmannschaft ist durch Abbildung eines uniformierten Frankfurter Studenten 1772 Stammbuch Rupstein bildlich nachgewiesen und schriftlich für die Zeit von 1769–1772 belegt durch die handschriftliche Autobiografie des Mitglieds der Hannoverschen Landsmannschaft Ernst Franz Carl von Hake, imm. 14. April 1769 bis Ostern 1772, über seine Studienzeit in Göttingen.

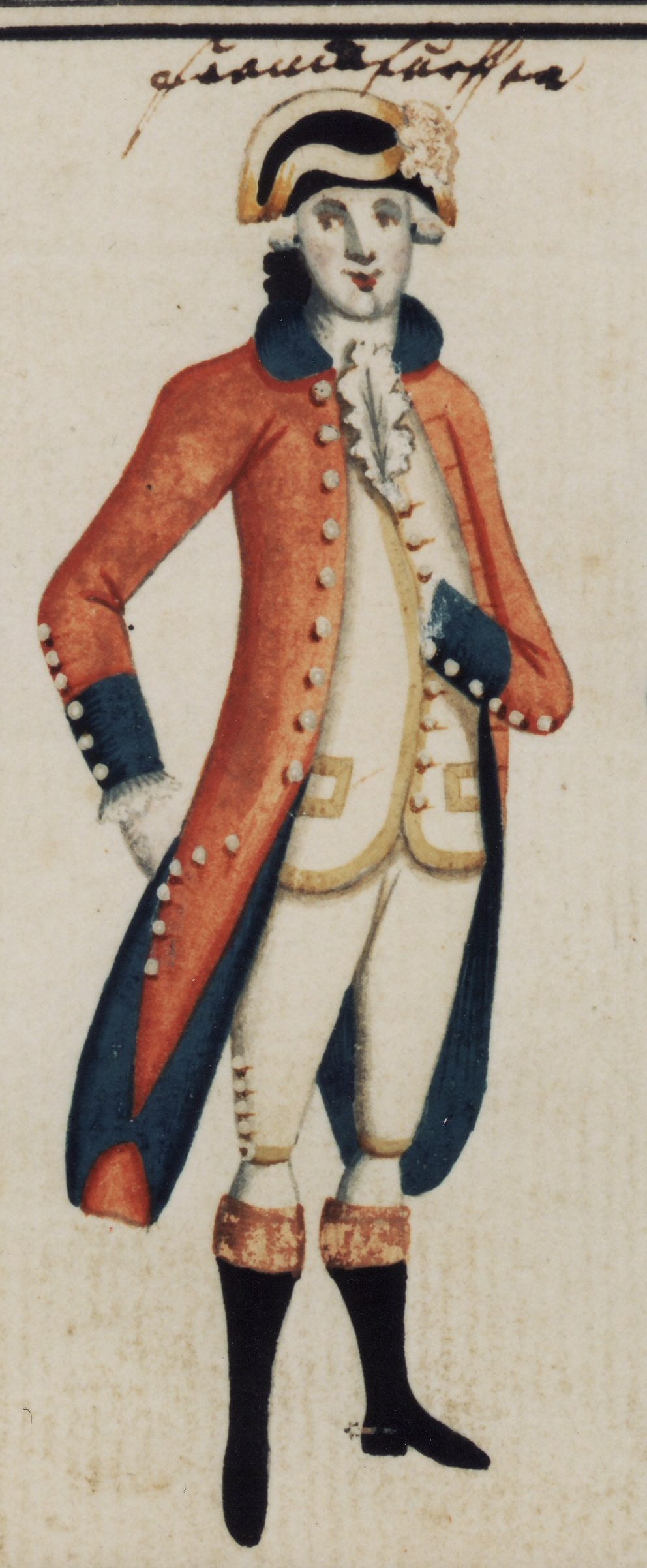

### Hamburgische Landsmannschaft
Die Hamburgische Landsmannschaft wird 1766 durch die Klage des stud. Piehl, Mitglied der Hamburger Landsmannschaft, gegen den Professor Johann David Michaelis beim Universitätsgericht aktenkundig.
1777 wirkt der Hamburger Wolters beim Auszug des Kurländers Lerch als Generaladjudant mit. Abbildungen von Chargierten der Hamburger befinden sich mit Benennung der Chargen in der Silhouetten-Sammlung Schubert, bestätigt durch die Lebenserinnerungen des Hamburgers Piter Poel, der seinerseits Mitglied im Orden ZN war. Dazu gehört auch der spätere Göttinger Hochschullehrer Georg Friedrich von Martens.

Jaenisch sen., Senior der Hamburgischen Landsmannschaft (1779)

### Hannoversche Landsmannschaft
Die Hannoversche Landsmannschaft vereinigte die Landeskinder an der Georgia-Augusta. Sie war daher auch besonderem Verfolgungsdruck ausgesetzt, während das Strafmaß im Ergebnis der Verfolgungen oftmals Rücksicht auf ihre verwandtschaftlichen Beziehungen im Kurfürstentum nahm. Sie ist daher die zweifellos am besten dokumentierte Göttinger Landsmannschaft des 18. Jahrhunderts und lässt sich seit dem 1. März 1735 in Göttingen nachweisen. Mitglieder der Landsmannschaft gründeten 1809 das Corps Hannovera Göttingen.

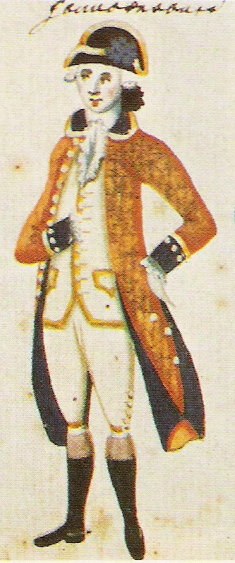
Hannoveraner
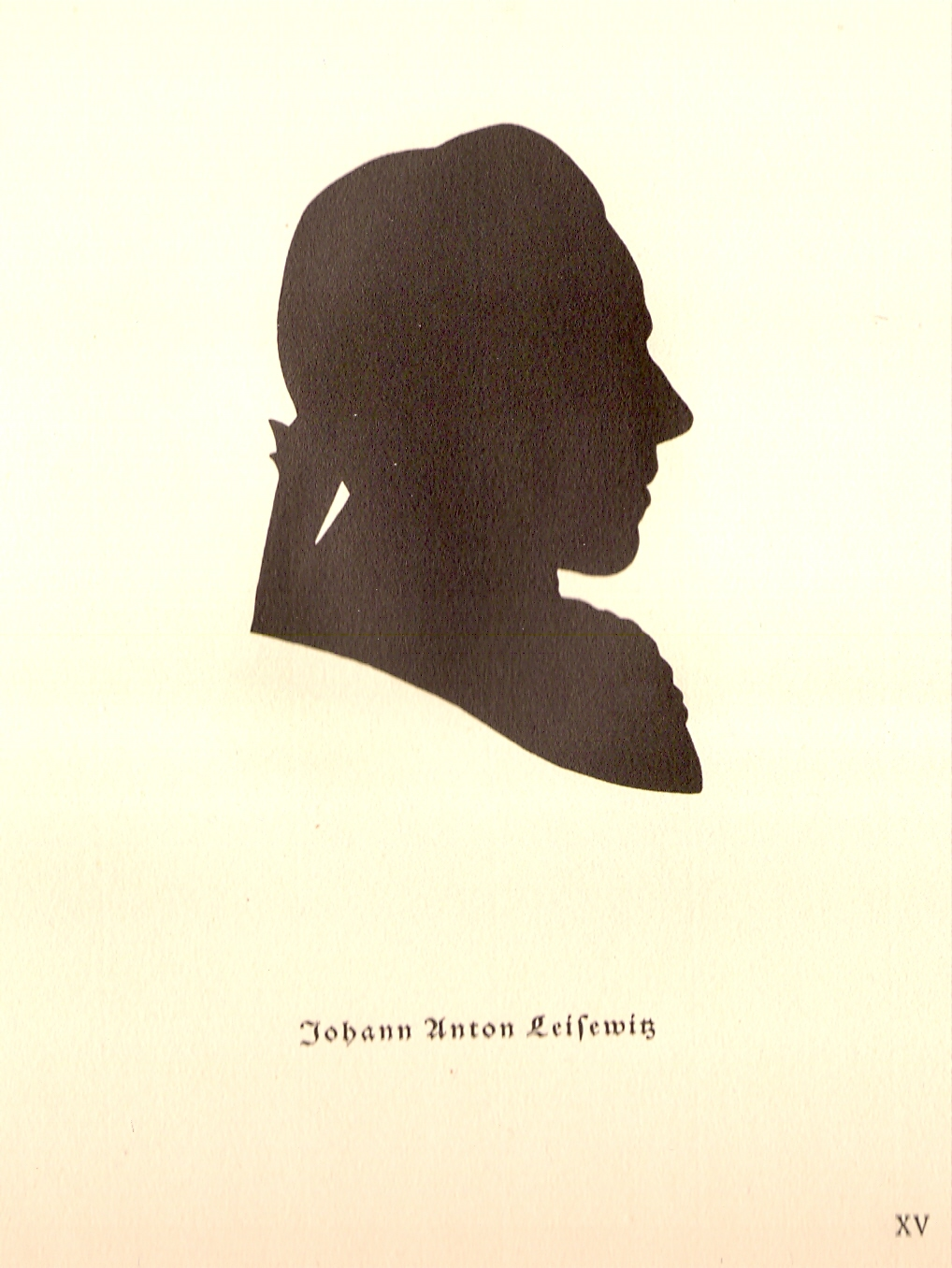
Leisewitz
Mahrenholtz, Senior
Wedemeyer, Senior

### Holsteinische Landsmannschaft
Auf die Beleidigung „pereant die infamen Klöße, die Hollsteiner, die infamen Poltrons “ erhebt die Holsteiner Landsmannschaft im November 1751 Klage gegen den Beleidiger vor dem Universitätsgericht, das in seiner Entscheidung den Täter neben einer 14-tägigen Karzerstrafe verurteilt, sich bei einer Abordnung von vier Holsteinern zu entschuldigen. Bemerkenswert in diesem Zusammenhang, dass die Landsmannschaften (wie auch die Studentenorden) zumindest zeitweilig für derartige „Verbandsklagen“ aktiv legitimiert waren. 1772 findet sich die Abbildung eines uniformierten Hollsteiners im Stammbuch Rupstein. In der Folgezeit schließen sich die Holsteiner häufig den Mecklenburgern an. 1802 wird als Mitglied einer wieder bestehenden Landsmannschaft Holsatia Wichard Wilhelm von Heyden genannt.
Die Holsteiner sind als Landsmannschaft 1806 Auszug nach Hann. Münden beteiligt und gehen 1808 wieder bei den Mecklenburgern in deren Vandalia auf.

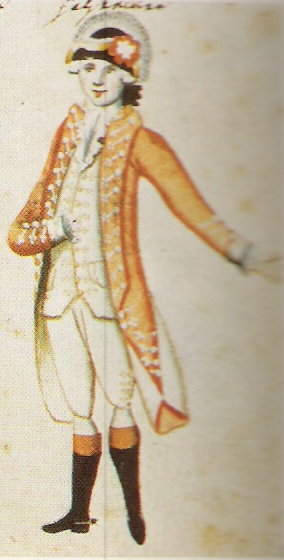

### Ilfelder Landsmannschaft
Der Zusammenschluss von Absolventen der Klosterschule Ilfeld wurde 1748 seitens der Universität verboten.

### Jeverische Landsmannschaft
Landsmannschaftlicher Zusammenschluss von Studenten aus der Stadt Jever; 1748 in den Universitätsakten erwähnt.

### Lüneburger Landsmannschaft
1799–1802 wird der stud. Georg Ludwig von Wedemeyer als Mitglied der Lüneburger Landsmannschaft genannt.

### Mecklenburgische Landsmannschaft
Die erste Erwähnung einer Mecklenburger Landsmannschaft ist ein Auftrag an den Dichter Heinrich Christian Boie, der als Hofmeister des Mecklenburgers F. C. A. von der Lühe gemeinsam mit diesem zum Studium nach Göttingen kam, 1770 ein Geburtstagsgedicht für die Herzogin von Mecklenburg zu schreiben. Im Mai 1772 ist die Mecklenburger Landsmannschaft als tragende Partei im Landsmannschaftsstreit bei den Universitätsgerichtsakten aktenkundig. Im November 1778 wird sie ausweislich der Protokolle der Hannoverschen Landsmannschaft „neu aufgetan“, besteht dann also wieder als die 5. nach vorher vier Landsmannschaften. Die Schattenrisse von einigen Mitgliedern der Mecklenburgischen Landsmannschaft um 1779 finden sich in der Silhouetten-Sammlung Schubert. Die Mecklenburger sind 1806 als Landsmannschaft am Auszug nach Hann. Münden beteiligt. Am 26. Dezember 1808 konstituieren sie sich als Vandalia (unter Einbeziehung der Holsteiner).

L. H. v. Mecklenburg, Gründer und Senior 1778
Nicolaus Otto von Wickede, Mitglied (1779)

Stammbuchhalter im Umfeld der Mecklenburgischen Landsmannschaft
| Stammbuchhalter                            | Laufzeit  | Lagerort                                                                               | Anmerkungen | Abbildung |
| ------------------------------------------ | --------- | -------------------------------------------------------------------------------------- | --- | --------- |
| Barner, Levin Joachim von                  | 1764–1765 | Stadtarchiv Göttingen Signatur: Stabu Nr. 85                                           | Mecklenburger |           |
| Barner, Levin Joachim von                  | 1765–1766 | Stadtarchiv Göttingen Signatur: Stabu Nr. 45                                           | Mecklenburger |           |
| Fabricius, Adam                            | 1774      | Stadtarchiv Göttingen Signatur:                                                        | Aus Wismar. Eintrag J. G. F. Schröder: „MSM“ verbunden dem 4-Punktstrichzeichen der Amicisten (=Membrum Societatis Mecklenburgicae?) |           |
| Eggers, Ad. Th.                            | 1775      | SUB Göttingen Signatur: Cod. Ms hist. litt. 48 n                                       | stud. med. aus Mecklenburg; Einträge „MM“ am 6. September 1775 und 31. März 1776                                                     |           |
| Plessen, Otto Dietrich Hartwig Leopold von | 1802–1816 | Stadtarchiv Göttingen Signatur: Stabu Nr. 237                                          | Mecklenburger (stud. jur. aus Rostock)                                                                                               |           |
| Eichhorn, Franz (1786–1853)                | 1804–1818 | Landeshauptarchiv Schwerin (Verlust), Exzerpt im Institut für Hochschulkunde, Würzburg | Sohn des Göttinger Prorektors Eichhorn. Mitglied der Vandalen.                                                                       |           |

### Mosellaner Landsmannschaft
Die Mosellaner Landsmannschaft in Jena stützte sich auf elsässischen und badischen Mitglieder und gründete dort 1771 den Amicistenorden. Die Verbindung zwischen Landsmannschaft und Orden war so eng, dass Mosellaner und Amicisten im Sprachgebrauch synonym benutzt wurden. Diese doppelte Verbindung ist auch in Göttingen landsmannschaftlich nachweisbar durch die Abbildung eines uniformierten Moselaners 1772 im Stammbuch Rupstein. Die Mosellaner galten vom Auftreten her eher als derb. So nimmt es kein Wunder, dass sie 1774 auch in den Göttinger Universitätsgerichtsakten vermerkt sind. 1778 werden sie in den Protokollen der Hannoverschen Landsmannschaft nicht mehr als Landsmannschaft erwähnt.

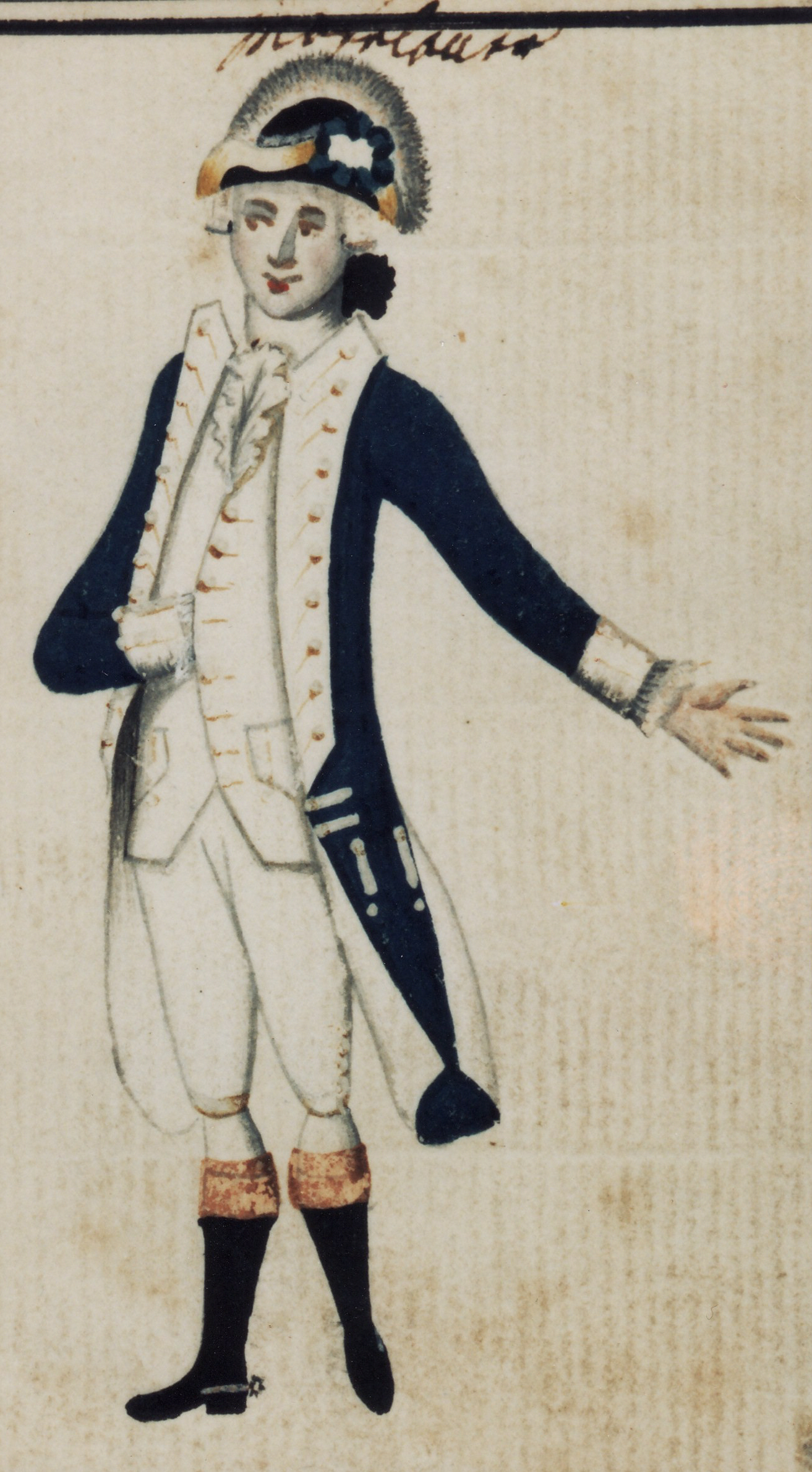

### Pommersche Landsmannschaft
Die Pommersche Landsmannschaft als Zusammenschluss von Studenten aus Schwedisch-Pommern klagt 1749 durch ihren Senior wegen Beleidigung durch die Brüder Türke. 1750 wird ein Graf Schulenburg in Göttingen mehrfach gegen die Pommern in unangenehmer und beleidigender Weise auffällig und die Universität berichtet im Hinblick auf den Stand des Beleidigers an den Geheimen Rat in Hannover und bittet um Maßregeln von dort aus. Eine Abbildung eines uniformierten Pommern findet sich 1772 Stammbuch Rupstein. 1780 gestattet die Universität den Pommern die Einholung ihres Königs Gustav III. von Schweden zum Besuch in Göttingen. Die Pommern sind 1806 auch beim Auszug nach Hann. Münden beteiligt.

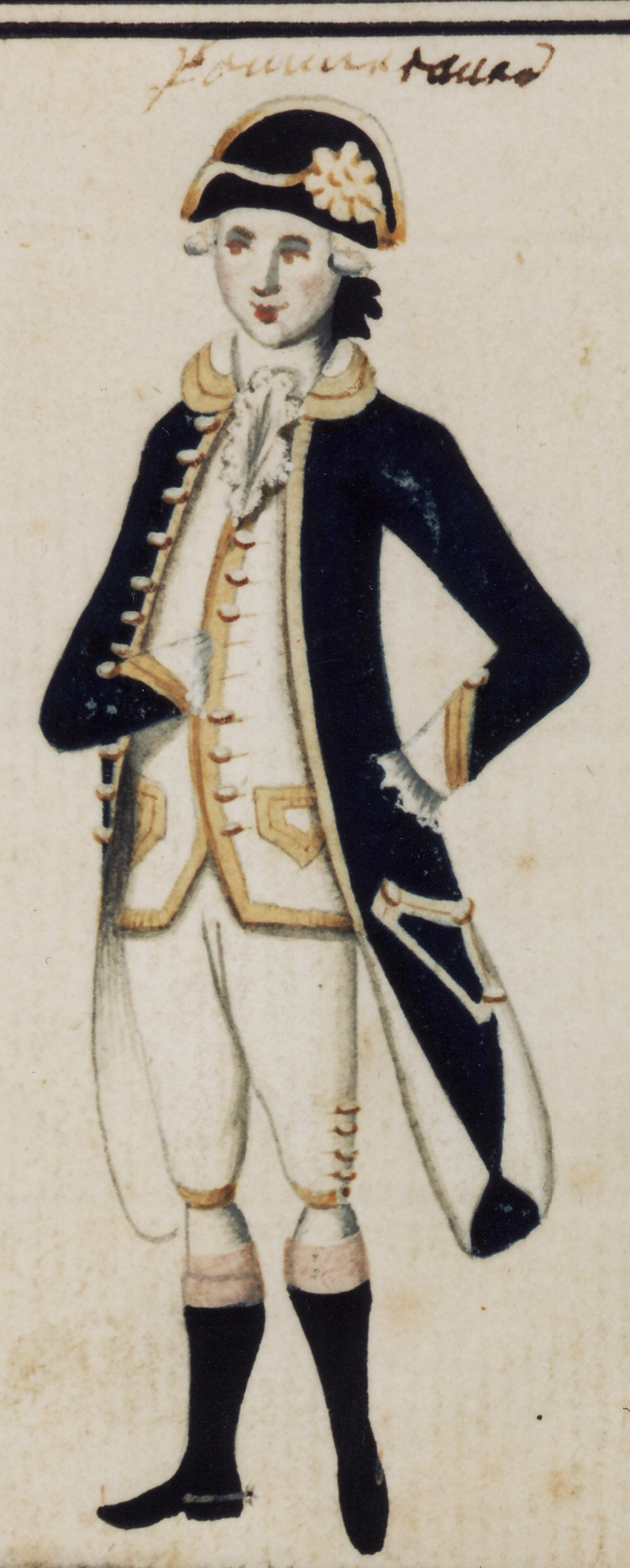

### Rhenania
Eine Landsmannschaft der Rheinländer ist 1806 beim Auszug nach Hann. Münden erstmals nachweisbar. Sie wird 1808 durch Georg Kloß geführt und ging 1809 durch Vereinigung im Corps Hannovera auf.
Die Tradition der Landsmannschaft wird heute vom Corps Hannovera Göttingen gepflegt.

### Helvetische Landsmannschaft
Die Helveter als landsmannschaftlicher Zusammenschluss der Schweizer Studenten in Göttingen sind 1806 am Auszug nach Hann. Münden beteiligt.

### Westphälische Landsmannschaft
Erste Erwähnung mit Abbildung eines uniformierten Westphälingers 1772 im Stammbuch Rupstein, dort auch drei Namenseinträge „Pro salute Guestphalorum“ In den Protokollen der Hannoverschen Landsmannschaft und in der Silhouetten-Sammlung Schubert unter den dort aufgeführten existierenden Landsmannschaften nicht erwähnt. Aus dem Jahr 1787, zeitlich nach dem Universitätsjubiläum ist ein Westphälischer Burschenkommers: Gesetze der Westphälischen Landsmannschaft vom 4. November überliefert. Otto Deneke weist für die Folgezeit auf Eintragungen „Libertas et concordia“ verbunden mit dem Zeichen „VW“ (vivat Westphalia) hin. 1801 erfolgt eine Reformation der Guestphalia durch das Westphalenkartell. Die Westphälische Landsmannschaft ist 1802 an den Studentenunruhen und dem gescheiterten Auszug der landsmannschaftlich organisierten Studentenschaft und 1806 Auszug nach Hann. Münden beteiligt.
1807 erfolgt eine Rekonstitution. 1808 richtet sich eine behördliche Untersuchung gegen die Landsmannschaften durch Johannes von Müller im Schwerpunkt gegen die Westphalen. 1812 erneute Rekonstitution und 1848 endgültiges Erlöschen des Corps Guestphalia Göttingen.
Die Tradition der Landsmannschaft und des aus ihr entstandenen Corps Guestphalia Göttingen wird heute vom 1854 gestifteten Corps Hildeso-Guestphalia Göttingen gepflegt.

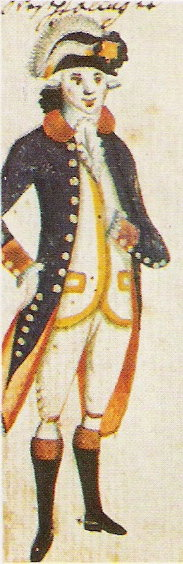

## Studentenorden in Göttingen
Studentenorden in Göttingen, geordnet nach den historischen Phasen ihrer Entstehung und Entwicklung:

### Frühphase
- Mopsorden (1747–48) möglicherweise in infolge des Verbots der Landsmannschaften vom 8. Juni 1747 entstanden und 1748 durch die Universitätsbehörden verboten.
- Josephiten-Orden
- Schwertträger-Gesellschaft
- L'Honneur et l'Amitie, auch Eddinghäuser Gesellschaft genannt

### 1750er
- Virtus and Honour
- Orden der Pilgrime oder Orden der Kette
- Ordre de l'Esperance
- Viermal C-Orden

### 1760er
Eine wahre Gründungswelle von neuen Studentenorden erfasste Göttingen nach dem Siebenjährigen Krieg. Prorektor Johann Stephan Pütter leitete daher 1763 eine umfassende Untersuchung ein, die 1766 zum Verbot aller bestehenden Orden führt, nur der Orden CeT überlebte in der Illegalität.
- Amicitia et Concordia, aufgelöst durch das Verbot von 1766
- Concordia et Sinceritas, aufgelöst durch das Verbot von 1766
- Aufrichtigkeit und Ehrlichkeit, aufgelöst durch das Verbot von 1766
- Concordia et Taciturnitas (C.e.T.), auch Gustavsloge des erwürdigen unzertrennlichen Concordien-Ordens, bestand von 1762 bis 1778.
- Pro Patriae et Fraternitatis Amore, aufgelöst durch das Verbot von 1766
- Fraternitas et Sinceritas, aufgelöst durch das Verbot von 1766
- Virtus et amicitia, aufgelöst durch das Verbot von 1766
- Innocence, aufgelöst durch das Verbot von 1766
- Orden de la vérité, aufgelöst durch das Verbot von 1766

### 1770er

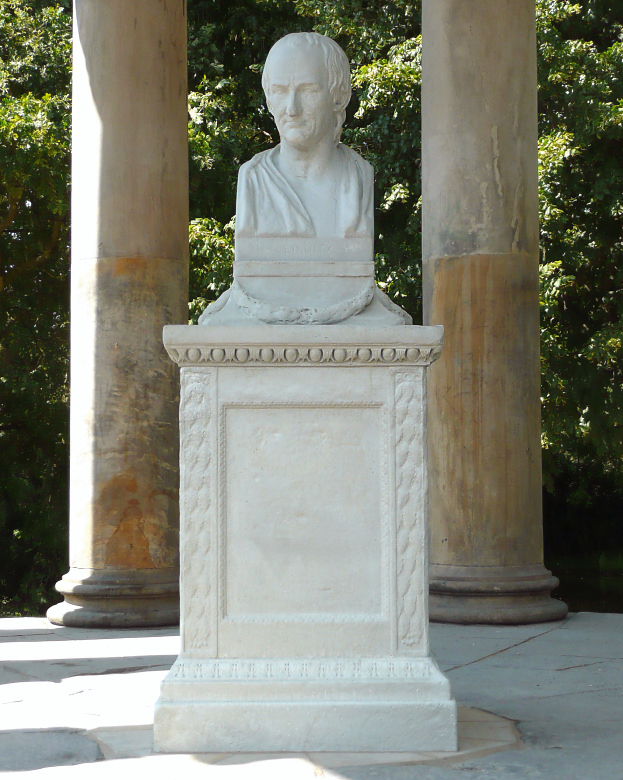
Leibnizbüste (Kopie)

Neben dem fortbestehenden Orden C.e.T entstand neu, aus der Göttinger Espérancierloge Mars hervorgegangen:
- 1772 der Orden Z.N., zuletzt unter dem Seniorat Professor Blumenbachs bis zum Verbot 1784. Z.N. war nach der Einschätzung von Studentenhistorikern der einflussreichste Göttinger Studentenorden der zweiten Hälfte des 18. Jahrhunderts. Der Orden verfügte bei seinem Verbot über ein erhebliches Geldvermögen, das er unter zum Zwecke der Einrichtung eines Chemischen Labors gesammelt hatte, welches infolge des Verbots nicht mehr realisiert werden konnte. Unter Ernst Brandes wurden diese Mittel unter Einwerbung weiterer Mittel aus dem Mitgliederkreis für ein Denkmal für Gottfried Wilhelm Leibniz vorgesehen. Aus dem Liquidationsvermögen des Ordens schuf der irische Bildhauer Christopher Hewetson bis 1789 die Leibniz-Büste für den Leibniztempel in Hannover und setzte so zugleich dem ZN-Orden und seinen aufklärerischen Zielsetzungen ein bleibendes Denkmal.

### 1780er
Die großen Studentenorden des ausgehenden 18. Jahrhunderts:
- Amicistenorden, 1771 in Jena von elsässischen und badischen Mitgliedern der Mosellaner Landsmannschaft gestiftet und daher auch Mosellaner-Orden genannt. Er war in Göttingen ohne Bedeutung.[32]
- Constantisten, entstanden um 1777 in Halle, in Stammbüchern VC für Vivat Constantia. In Göttingen 1790 neu gegründet.[32]
- Unitisten, entstanden 1774 in Halle und von dort aus 1787 in Göttingen gegründet.[33]
- Harmonisten – hervorgegangen aus den Schwarzen Brüdern. Mutterloge Jena, ab 1787 in Göttingen vertreten.[32] Auflösung September 1795 auf der Landwehr, unbedeutendes Wiederaufleben 1798 bis 1804, dem endgültigen Ende der Ordenszeit in Göttingen.

Die gegen den Zweikampf eingestellten Schokoladisten lösten ab 1792 Unruhen in Jena aus, die im gesamten Heiligen Römischen Reich zu einer Untersuchung und Verfolgung und schließlich dem Verbot aller Studentenorden führten.
Die Orden in Göttingen wurden daher im Oktober 1794 durch die Regierung in Hannover ebenfalls verboten und in der Folge durch die Universitätsbehörden scharf verfolgt.

## Materialien
- Götz von Selle (Hrsg.): Die Matrikel der Georg-August-Universität zu Göttingen – 1734–1837. Leipzig 1937, Kraus Reprint, 1980, ISBN 978-3-262-00030-8